# Cobalos
Cobalos is een geslacht van vlinders uit de familie van de Uilen (Noctuidae). De wetenschappelijke naam werd voor het eerst geldig gepubliceerd in 1899 door John B. Smith. Smith beschreef tevens twee soorten, die in Californië voorkomen:
- Cobalos angelicus (vindplaats Los Angeles)
- Cobalos franciscanus (vindplaats San Francisco County)

Dit zijn de enige soorten die tot het geslacht gerekend worden.